# Linen Quarter

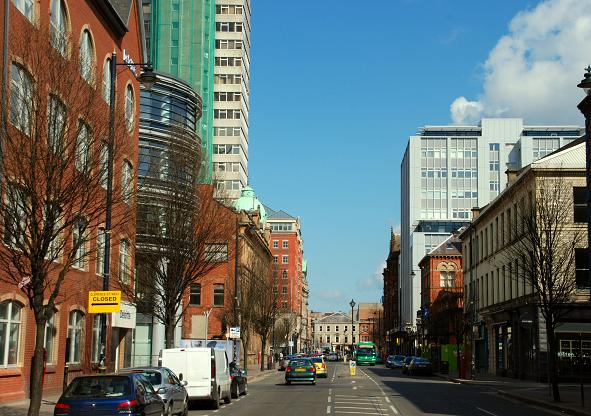
Bedford Street

Il Linen Quarter (in irlandese: An Cheathrú Linéadaigh) è una vivace zona del centro di Belfast. Il nome deriva dai numerosi magazzini di lino ancora presenti nella zona. Il Linen Quarter ospita alcuni dei principali luoghi culturali di Belfast, tra cui l'Ulster Hall e la Grand Opera House, oltre a un gran numero di hotel, bar, ristoranti e caffetterie. Il quartiere comprende anche il principale snodo dei trasporti di Belfast.
Il commercio di lino che dominava questa parte della città è stato oggi sostituito da società di consulenza internazionali e molte start up tecnologiche. Anche il consiglio comunale di Belfast e un certo numero di dipartimenti del governo regionale hanno sede nel Linen Quarter, conferendo all'area un carattere distinto. La vivacità del Linen Quarter è supportata dal Linen Quarter Business Improvement District, che è un organo eletto democraticamente che promuove l'area e aiuta a coordinare le iniziative per il miglioramento di tutto il quartiere.